# Yves Cochet
Yves Cochet (ur. 15 lutego 1946 w Rennes) – francuski polityk, matematyk, parlamentarzysta krajowy i europejski, były minister ds. zagospodarowania terytorium i ochrony środowiska.

## Życiorys
Z wykształcenia doktor matematyki, absolwent Institut national des sciences appliquées w Rennes. W 1973 został członkiem międzynarodowej organizacji ekologicznej Amis de la Terre. W 1984 znalazł się wśród założycieli Partii Zielonych.
Od 1989 do 1995 był radnym miasta Rennes. W latach 1989–1991 sprawował mandat posła do Parlamentu Europejskiego. Zasiadał w Grupie Zielonych w PE, pracował w Komisji Budżetowej i Komisji ds. Kontroli Budżetu. W 1997 uzyskał mandat posła do Zgromadzenia Narodowego w departamencie Val-d'Oise. Od lipca 2001 do maja 2002 sprawował urząd ministra ds. zagospodarowania terytorium i ochrony środowiska w rządzie Lionela Jospina. W kolejnych wyborach parlamentarnych w 2002 i w 2007 ponownie był wybierany do izby niższej parlamentu w jednym z okręgów Paryża. 7 grudnia 2011 ponownie zasiadł w Parlamencie Europejskim jako przedstawiciel frakcji parlamentarnej lewicowych demokratów i republikanów (z rekomendacji ekologów objął jeden z dwóch dodatkowych mandatów, które przypadły Francji po wejściu w życie traktatu lizbońskiego). W PE zasiadał do końca kadencji w 2014.
Yves Cochet jest teoretykiem tzw. spadku gospodarczego (décroissance économique, economic degrowth), postawy sprzeciwiającej się bezkrytycznemu wzrostowi gospodarczemu, który według niego stanowi przyczynę kryzysu ekologicznego i demokratycznego.

## Wybrane publikacje
- Sauver la Terre (współautor z Agnès Sinaï), Ed. Fayard, Paryż, ISBN 2-213-61701-5
- Pétrole apocalypse, Ed. Fayard, Paryż 2005, ISBN 2-213-62204-3
- Antimanuel d'écologie, Ed. Bréal, Rosny-sous-Bois 2009, ISBN 978-2-7495-0845-0